# Lliga catalana d'hoquei sobre patins femenina 2022-2023
La III Lliga Catalana Femenina fou la tercera edició de la Lliga catalana d'hoquei sobre patins. Se celebrà des de l'octubre fins al novembre de 2022 i fou organitzada per la Federació Catalana de Patinatge. Hi participaren nou equips que competiren a l'OK Lliga estatal, vuit de catalans i el Club Patí Fraga, com a equip convidat. La competició es disputà en dues fases, una primera, en format de lligueta, i una segona, en format de final a quatre. A la primera fase, els clubs participants es distribuïren en tres grups de tres equips cadascun i disputaren una lligueta. Accediren a la següent fase els tres primers classificats de cadascun dels grups i el millor segon classificat. La segona fase es disputà amb semifinals i final, que es jugaren el 12 i 13 de novembre al Poliesportiu Municipal de Santa Perpètua de Mogoda. Les semifinals foren retransmeses en directe pel canal de Youtube de la FCP i la final pel canal Esport3.

## Clubs participants
- Hoquei Club Alpicat
- Cerdanyola Club Hoquei
- Igualada Femení Grupo Guzmán
- Club Patí Fraga
- Martinelia Club Patí Manlleu
- Lidergrip Club Hoquei Mataró
- ORKLA Bigues i Riells
- Solideo Patí Hoquei Club Sant Cugat
- Club Patí Voltregà Stern Motor

## Primera fase

### Competició

#### Primera jornada
| 22 d'octubre       | Lidergrip CH Mataró | 2-3 | Igualada Femení Grupo Guzmán | Mataró                                              |  |
| 18:15 CET Partit 1 | Lleonart (2)        |     | Angrill (3)                  | Pavelló del CH Mataró Àrbitres: Raimon Grases Bundó |  |

| 22 d'octubre       | CP Fraga                | 3-2 | Cerdanyola CH  | Fraga                                                            |  |
| 19:00 CET Partit 2 | Xicota · Arxé · Pereira |     | Solé · Carrión | Pavelló Municipal d'Esports Àrbitres: Salvador Besora del Fresno |  |

| 23 d'octubre       | HC Alpicat                    | 3-3 | Martinelia CP Manlleu                     | Alpicat                                                                |  |
| 16:00 CET Partit 3 | González 6', 46' · Pastor 49' |     | Castellví 10' · Canal 40' · Castellví 41' | Pavelló Municipal d'Esports Antoni Roure Àrbitres: Albert Sans Bonvehí |  |

#### Segona jornada
| 29 d'octubre       | Solideo PHC Sant Cugat                                                          | 9-3    | HC Alpicat                    | Sant Cugat del Vallès                                   |  |
| 12:00 CET Partit 4 | Paredes 2' · Martín 3', 24', 29' · Ambrós 15', 38', 39' · Just 22' · Aviles 49' | Partit | Pastor 7', 34' · González 27' | Pavelló Esportiu Municipal Àrbitres: Albert Ferré Soler |  |

| 29 d'octubre       | CP Voltregà                             | 5-4    | CP Fraga                                  | Sant Hipòlit de Voltregà                         |  |
| 17:30 CET Partit 5 | Vistós 1', 37', 43' · Vilamala 44', 45' | Partit | Xicota 4', 30' · Flix 21' · Arxé 44' (p.) | Pavelló Municipal Àrbitres: David Calonge Barrio |  |

| 29 d'octubre       | ORKLA Bigues i Riells                | 5-0 | Lidergrip CH Mataró | Bigues i Riells                                  |  |
| 20:30 CET Partit 6 | Solé · Ramon (2) · Borras · Igualada |     |                     | Pavelló Can Badell Àrbitres: Marc Vilardell Coll |  |

#### Tercera jornada
| 4 de novembre    | Cerdanyola CH                     | 3-3 | CP Voltregà       | Cerdanyola del Vallès                                    |  |
| 21:30 CET Partit | Ferrón 5' · Martín 30' · Solé 36' |     | Bosch 1', 9', 22' | Pavelló Municipal Can Xarau Àrbitres: Manel Blat Guimerà |  |

### Classificació
|                                       | Equip classificat per les semifinals |
| Nota: Noms dels equips segons l'època |                                      |

| Grup 1 | Grup 1                 | Grup 1 | Grup 1 | Grup 1 | Grup 1 | Grup 1 | Grup 1 | Grup 1 | Grup 1 |
| #      | Club                   | Punts  | PJ     | PG     | PE     | PP     | GF     | GC     | Gav    |
| ------ | ---------------------- | ------ | ------ | ------ | ------ | ------ | ------ | ------ | ------ |
| 1      | Solideo PHC Sant Cugat | 6      | 2      | 2      | 0      | 0      | 13     | 6      | 7      |
| 2      | Martinelia CP Manlleu  | 1      | 2      | 0      | 1      | 1      | 6      | 7      | -1     |
| 3      | HC Alpicat             | 1      | 2      | 0      | 1      | 1      | 6      | 12     | -6     |

| Grup 2 | Grup 2                    | Grup 2 | Grup 2 | Grup 2 | Grup 2 | Grup 2 | Grup 2 | Grup 2 | Grup 2 |
| #      | Club                      | Punts  | PJ     | PG     | PE     | PP     | GF     | GC     | Gav    |
| ------ | ------------------------- | ------ | ------ | ------ | ------ | ------ | ------ | ------ | ------ |
| 1      | CP Voltregà Movento Stern | 4      | 2      | 1      | 1      | 0      | 8      | 7      | 1      |
| 2      | CP Fraga                  | 3      | 2      | 1      | 0      | 1      | 7      | 7      | 0      |
| 3      | Cerdanyola CH             | 1      | 2      | 0      | 1      | 1      | 5      | 6      | -1     |

| \| Grup 3 \| Grup 3 \| Grup 3 \| Grup 3 \| Grup 3 \| Grup 3 \| Grup 3 \| Grup 3 \| Grup 3 \| Grup 3 \| \| # \| Club \| Punts \| PJ \| PG \| PE \| PP \| GF \| GC \| Gav \| \| ------ \| ---------------------------- \| ------ \| ------ \| ------ \| ------ \| ------ \| ------ \| ------ \| ------ \| \| 1 \| Igualada Femení Grupo Guzmán \| 6 \| 2 \| 2 \| 0 \| 0 \| 7 \| 3 \| 4 \| \| 2 \| ORKLA Bigues i Riells \| 3 \| 2 \| 1 \| 0 \| 1 \| 6 \| 4 \| 2 \| \| 3 \| Lidergrip CH Mataró \| 0 \| 2 \| 0 \| 0 \| 2 \| 2 \| 8 \| -6 \| Font: FCP |                              |       |    |    |    |    |    |    |     |
| Grup 3 |                              |       |    |    |    |    |    |    |     |
| # | Club                         | Punts | PJ | PG | PE | PP | GF | GC | Gav |
| 1 | Igualada Femení Grupo Guzmán | 6     | 2  | 2  | 0  | 0  | 7  | 3  | 4   |
| 2 | ORKLA Bigues i Riells        | 3     | 2  | 1  | 0  | 1  | 6  | 4  | 2   |
| 3 | Lidergrip CH Mataró          | 0     | 2  | 0  | 0  | 2  | 2  | 8  | -6  |

## Segona fase

### Quadre de competició
|  | Semifinals               | Semifinals  |                          |   | Final | Final |
|  |                          |             |                          |   |       |       |
|  | 12 de novembre 13:00 CET |             |                          |   |       |       |
|  |                          |             |                          |   |       |       |
|  | Solideo PHC Sant Cugat   | 2 (3)       |                          |   |       |       |
|  | Solideo PHC Sant Cugat   | 2 (3)       | 12 de novembre 10:30 CET |   |       |       |
|  | ORKLA Bigues i Riells    | 2 (2)       |                          |   |       |       |
|  | ORKLA Bigues i Riells    | 2 (2)       | Solideo PHC Sant Cugat   | 3 |       |       |
|  | 12 de novembre 17:00 CET |             | Solideo PHC Sant Cugat   | 3 |       |       |
|  |                          | CP Voltregà | 4                        |   |       |       |
|  | CP Voltregà              | CP Voltregà | 4                        | 5 |       |       |
|  | CP Voltregà              |             |                          | 5 |       |       |
|  | Igualada Femení HCP      | 3           |                          |   |       |       |
|  | Igualada Femení HCP      | 3           |                          |   |       |       |

## Final
| Solideo PHC Sant Cugat        | 3‐4     | CP Voltregà Stern Motor                                       |
| ----------------------------- | ------- | ------------------------------------------------------------- |
| Massons 35', 43' · Ambròs 38' | Informe | Anglada 2' · Vilamala 30' (p.) · Ferran 33' · Vistós 45' (p.) |

| Solideo PHC Sant Cugat | CP Voltregà Stern Motor |

| #             | Pos. | Nom            |  |
| ------------- | ---- | -------------- |  |
| 55            | POR  | Irache Candal  |  |
| 2             |      | Laura Porta    |  |
| 5             |      | Andrea Massons |  |
| 6             |      | Txell Gimeno   |  |
| 7             |      | Maria Just     |  |
| 8             |      | Alba Ambrós    |  |
| 9             |      | Laia Paredes   |  |
| 18            |      | Ariadna Avilés |  |
| 57            |      | Anna Martín    |  |
| 10            | POR  | Julia Baldrich |  |
| Entrenador    |      |                |  |
| Beto Borregán |      |                |  |

| Campió de la Lliga catalana 2022-23  |
| ------------------------------------ |
| CP Voltregà Stern Motor Primer títol |
| MVP                                  |
| Esther Vistós                        |

| #             | Pos. | Nom            |  |
| ------------- | ---- | -------------- |  |
| 31            | POR  | Uxue Otegi     |  |
| 3             |      | Anna Bosch     |  |
| 4             |      | Alexia Bosch   |  |
| 5             |      | Irene Torres   |  |
| 6             |      | Paula Vilamala |  |
| 7             |      | Dana Antón     |  |
| 8             |      | Esther Vistós  |  |
| 9             |      | Maria Anglada  |  |
| 27            |      | Berta Ferran   |  |
| 50            | POR  | Queralt Sala   |  |
| Entrenador    |      |                |  |
| David Noguera |      |                |  |

## Estadístiques
| Nota. Jugadores amb tres o més gols |

| Classificació final | Classificació final       | Classificació final | Classificació final | Classificació final | Classificació final | Classificació final | Classificació final | Classificació final |
| Pos.                | Club                      | PJ                  | PG                  | PE                  | PP                  | GF                  | GC                  | Gav                 |
| ------------------- | ------------------------- | ------------------- | ------------------- | ------------------- | ------------------- | ------------------- | ------------------- | ------------------- |
| 1                   | CP Voltregà Movento Stern | 4                   | 3                   | 1                   | 0                   | 16                  | 13                  | +3                  |
| 2                   | Solideo PHC Sant Cugat    | 4                   | 2                   | 1                   | 1                   | 18                  | 12                  | +6                  |
| 3                   | Igualada Femení HCP       | 3                   | 2                   | 0                   | 1                   | 10                  | 8                   | +2                  |
| 4                   | ORKLA Bigues i Riells     | 3                   | 1                   | 1                   | 1                   | 8                   | 6                   | +2                  |
| 5                   | CP Fraga                  | 2                   | 1                   | 0                   | 1                   | 7                   | 7                   | 0                   |
| 6                   | Martinelia CP Manlleu     | 2                   | 0                   | 1                   | 1                   | 6                   | 7                   | -1                  |
| 7                   | Cerdanyola CH             | 2                   | 0                   | 1                   | 1                   | 5                   | 6                   | -1                  |
| 8                   | Hoquei Club Alpicat       | 2                   | 0                   | 1                   | 1                   | 6                   | 12                  | -6                  |
| 9                   | Lidergrip CH Mataró       | 2                   | 0                   | 0                   | 2                   | 2                   | 8                   | -6                  |

| Màxima golejadora | Màxima golejadora | Màxima golejadora | Màxima golejadora | Màxima golejadora | Màxima golejadora | Màxima golejadora | Màxima golejadora |
| #                 | Nom               | G                 | PJ                | GPP               | Asst.             | Pen               | FD                |
| ----------------- | ----------------- | ----------------- | ----------------- | ----------------- | ----------------- | ----------------- | ----------------- |
| 1                 | Esther Vistós     | 8                 | 4                 | 2.00              | 0                 | 2/3               | 1/1               |
| 2                 | Alba Ambrós       | 6                 | 4                 | 1.50              | 1                 | 0                 | 0/1               |
| 3                 | Blanca Angrill    | 6                 | 3                 | 2.00              | 0                 | 1/1               | 1/3               |
| 4                 | Anna Martín       | 4                 | 4                 | 1.00              | 0                 | 0                 | 0                 |
| 5                 | Paula Vilamala    | 4                 | 4                 | 1.00              | 1                 | 1/1               | 0                 |
| 6                 | Ona Castellví     | 4                 | 2                 | 2.00              | 0                 | 0                 | 0                 |
| 7                 | Aida Mas          | 3                 | 3                 | 1.00              | 0                 | 0                 | 0/2               |
| 8                 | Arantxa González  | 3                 | 2                 | 1.50              | 1                 | 0                 | 1/1               |
| 9                 | Joana Xicota      | 3                 | 2                 | 1.50              | 0                 | 0                 | 0                 |
| 10                | Marta Borràs      | 3                 | 3                 | 1.00              | 1                 | 0                 | 1/2               |
| 11                | Anna Bosch        | 3                 | 4                 | 0.75              | 0                 | 0                 | 0/1               |